# Allemagne au Concours Eurovision de la chanson 1971
L'Allemagne a participé au Concours Eurovision de la chanson 1971 le 3 avril à Dublin, en Irlande. C'est la 16e participation allemande au Concours Eurovision de la chanson.
Le pays est représenté par la chanteuse Katja Ebstein et la chanson Diese Welt, sélectionnées par la HR à travers la finale nationale Ein Lied für Dublin.

## Sélection

### Ein Lied für Dublin
Le radiodiffuseur allemand Hessischer Rundfunk (HR, « Radiodiffusion de la Hesse »), organise une finale nationale intitulée Ein Lied für Dublin (« Une chanson pour Dublin ») le 27 février 1971 pour sélectionner la chanson représentant l'Allemagne au Concours Eurovision de la chanson 1971, l'interprète, Katja Ebstein ayant déjà été choisie en interne.

#### Finale
| Ordre | Artiste       | Chanson    | Traduction | Points | Place |
| ----- | ------------- | ---------- | ---------- | ------ | ----- |
| 4     | Katja Ebstein | Diese Welt | Ce monde   | 43     | 1     |

Lors de cette sélection, c'est la chanson Diese Welt interprétée par Katja Ebstein qui fut choisie. Le chef d'orchestre sélectionné pour l'Allemagne à l'Eurovision 1971 est Dieter Zimmermann.

## À l'Eurovision
Chaque pays a un jury de deux personnes. Chaque juré attribue entre 1 et 5 points à chaque chanson.

### Points attribués par l'Allemagne
| 10 points | Monaco                          |
| 7 points  | Autriche Espagne Yougoslavie    |
| 6 points  | Italie Suisse                   |
| 5 points  | France Portugal Royaume-Uni     |
| 4 points  | Finlande Irlande Suède Pays-Bas |
| 3 points  | Malte                           |
| 2 points  | Belgique Luxembourg Norvège     |

### Points attribués à l'Allemagne
| 10 points                               | 9 points  | 8 points           | 7 points                                     | 6 points                                           |
| --------------------------------------- | --------- | ------------------ | -------------------------------------------- | -------------------------------------------------- |
|                                         |           | - Espagne - France | - Belgique - Monaco - Portugal - Yougoslavie | - Autriche - Italie - Suède - Suisse - Royaume-Uni |
| 5 points                                | 4 points  | 3 points           | 2 points                                     |                                                    |
| - Finlande - Irlande - Malte - Pays-Bas | - Norvège |                    | - Luxembourg                                 |                                                    |

Katja Ebstein interprète Diese Welt en cinquième position lors de la soirée du concours, suivant la Suisse et précédant l'Espagne. 
Au terme du vote final, l'Allemagne termine 3e sur les 18 pays participants, ayant reçu 100 points au total,.